# 成成明學獨國武
成成明學獨國武是日本一個大學統稱，指的是位於首都圈的以下六所大學：
- （成） - 成蹊大学
- （成） - 成城大学
- （明学） - 明治学院大学
- （獨） - 獨協大学
- （國） - 國學院大學
- （武） - 武藏大学

以上的大學並非難關大學，而是日本首都圈的中堅大學。

## 知名度
大眾傳媒（朝日新聞社與ダイヤモンド社等）、大学考試界（予備校・ジャーナリスト・コンサルタント）、高中出路指導均有使用。